# 布里真德
布里真德（英語：Bridgend (community)）是英國威爾斯的一座城鎮。位於布里真德郡級自治市。距卡迪夫有29公里，斯旺西有32公里。布里真德始建於1445年。自1980年代開始，城市的規模大幅擴大。2021年時，布里真德有人口49,597人。布里真德郡級自治市的人口亦大幅增加，是威爾斯除了首都卡迪夫之外人口增加最快的地區。現在布里真德市中心實施有都市更新計劃。

## 外部連結
- Bridgend County Borough Council （页面存档备份，存于）
- Bridgend College （页面存档备份，存于）
- Bridgend RFC
- Bridgend Town Cricket Club （页面存档备份，存于）
- Bridgend Royal Ordnance Factory （页面存档备份，存于）
- BBC - Bridgend Life （页面存档备份，存于）
- Brackla and Bridgend Ordnance Factories （页面存档备份，存于）
- Old Photographs of Bridgend （页面存档备份，存于）